# Biển Na Uy
| Biển Na Uy         | Biển Na Uy          |
| Bản đồ biển Na Uy  | Bản đồ biển Na Uy   |
| ------------------ | ------------------- |
| Độ sâu trung bình: | 1.600-1.750 m       |
| Độ sâu tối đa:     | 3.970 m (13.020 ft) |
| Diện tích:         | 1.380.000 km²       |
| Dung tích:         | 2.400.000 km³       |
| Độ mặn:            | khoảng 3,5%         |

Biển Na Uy (tiếng Na Uy: Norskehavet) là một vùng biển thuộc Bắc Đại Tây Dương, ở tây bắc Na Uy, nằm giữa biển Bắc và biển Greenland.
Vùng biển này tiếp giáp với biển Iceland về phía tây và biển Barents về phía đông bắc. Ở phần phía tây nam, nó bị phân cách với Đại Tây Dương bởi một rặng núi ngầm chạy giữa Ireland và quần đảo Faroe. Về phía bắc, rặng núi Jan Mayen phân cách biển Na Uy với Bắc Băng Dương.

## Địa lý
Tổ chức thủy văn quốc tế (IHO) xác định giới hạn của biển Na Uy như sau
- Đường từ điểm phía nam nhất của Spitsbergen tới đảo Bjørnøya (đảo Gấu).
- Đường nối từ đảo Bjørnøya tới Nordkapp (mũi Bắc).
- Đường bờ biển của Na Uy.
- Đường nối từ đường bờ biển Na Uy có vĩ độ 61° vĩ bắc tới kinh độ 0°53' kinh tây, sau đó tới điểm phía đông bắc của Fugloy trong quần đảo Faroe.
- Đường nối từ Fugloy tới Gerpir ở Iceland
- Đường nối từ Gerpir tới Jan Mayen.
- Đường nối từ Jan Mayen tới Spitsbergen.

## Hải lưu
Trong khu vực biển Na Uy và biển Greenland, nước bề mặt chìm dần xuống độ sâu 2–3 km tới đáy đại dương, tạo thành một luồng nước ngầm lạnh và giàu oxy. Kết quả là ở đây có một hải lưu nước ấm bề mặt và một hải lưu nước lạnh chảy dưới đáy biển dọc theo bờ biển phía tây Na Uy.
Hải lưu Đông Iceland vận chuyển nước lạnh về phía nam từ biển Na Uy theo hướng tới Iceland và sau đó về phía đông, dọc theo vòng Bắc cực. Ở hải lưu Na Uy, một nhánh của hải lưu Gulf Stream vận chuyển các khối nước ấm về phía bắc và góp phần tạo ra khí hậu ẩm ướt và ôn hòa tại Na Uy. Biển Na Uy là nguồn của phần lớn nước sâu Bắc Đại Tây Dương.
Khu vực này không bị đóng băng do hải lưu Đại Tây Dương Na Uy ấm và mặn. Nó tạo ra một vùng đánh bắt nhiều cá, với các loài cá đánh bắt chủ yếu là cá tuyết, cá trích, cá xácđin và cá cơm. Hiện nay, các dịch chuyển và dao động đối với các hải lưu này được giám sát chặt chẽ, do chúng là các chỉ thị cho thay đổi khí hậu đang xảy ra.

## Khác
Khai thác dầu khí ở quy mô lớn trong khu vực biển Na Uy bắt đầu từ năm 1993. Trong các tin tức gần đây, biển Na Uy được đề xuất làm khu vực lưu trữ nguyên mẫu cho các khí nhà kính như dioxide cacbon (xem thêm chôn vùi cacbon). Tuy nhiên, điều này cần được xác nhận.